# Пьоммельте
52°00′00″ пн. ш. 11°49′00″ сх. д. / 52° пн. ш. 11.816666666667° сх. д.
Пьоммельте (Pömmelte) — село та колишній муніципалітет у Німеччині, в землі Саксонія-Анхальт, у землі Зальцланд. З 1 січня 2010 року входить до складу міста Барбі. Сучасне поселення вперше задокументовано в 1292 році і, ймовірно, було засноване незадовго до цього, ймовірно, сорбськими поселенцями. Було також виявлено доісторичні житлові споруди, що датуються 2800-2200 роками до нашої ери і пов'язані з культурами дзвонового кубка та унетиків .

Під час бронзового віку, приблизно наприкінці третього тисячоліття до нашої ери, Пьоммельте був місцем астрономічної обсерваторії з функціями, подібними до Стоунхенджа, побудованої з дерева, з радіовуглецевими датами, що вказують на 2300 рік до нашої ери як найранішу фазу ритуального центру. Спекуляції серед антропологів у 2018 році розглядають визнання культурних зв'язків широко по всій Європі та Британських островах, пов'язуючи традиції, з яких виникли ці споруди, з традиціями, які виникли набагато раніше, у таких місцях, як 7000-літнє коло Гозек у Німеччині. Гозек знаходиться за 90 км від Пьомельте.

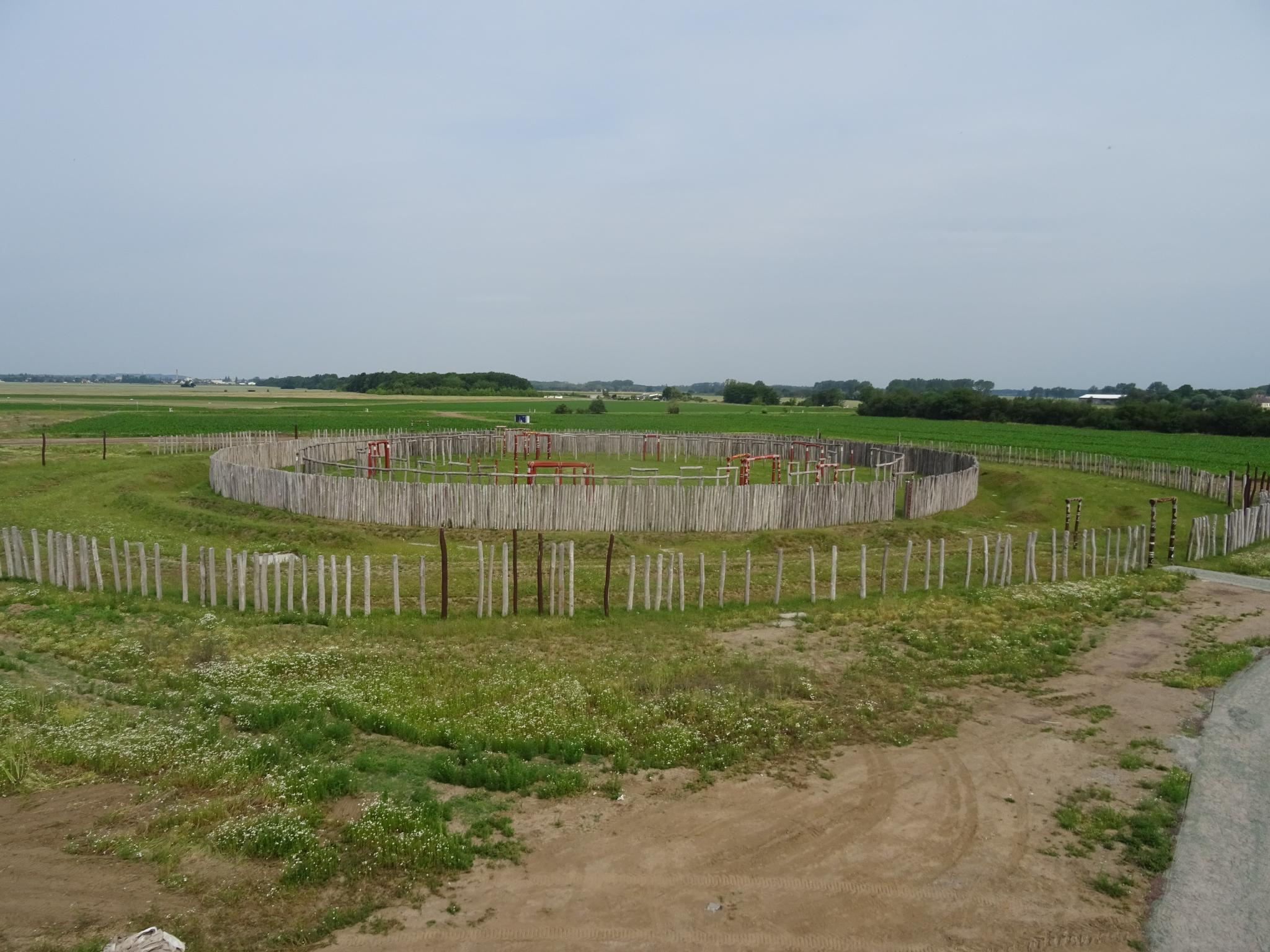
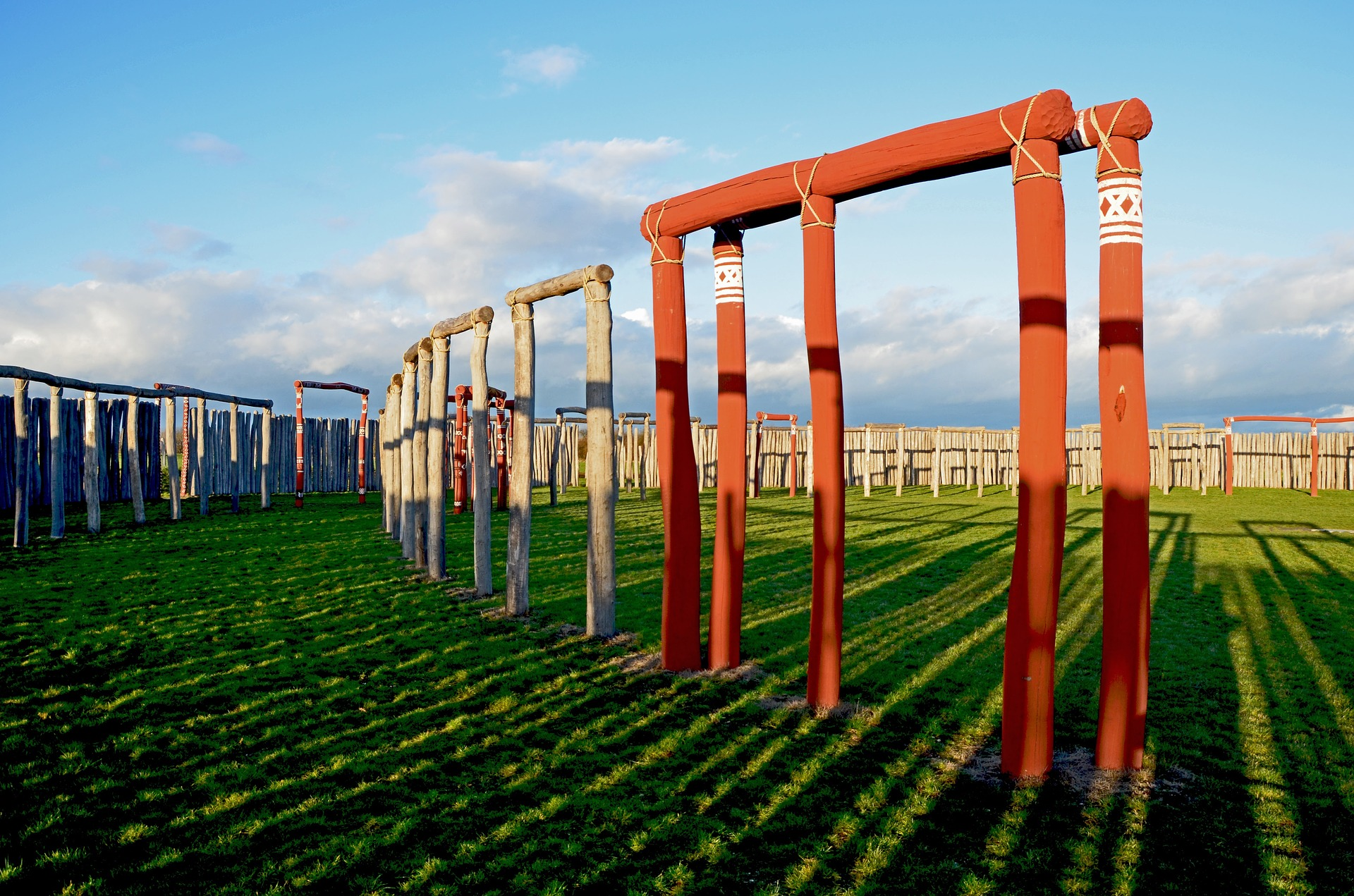
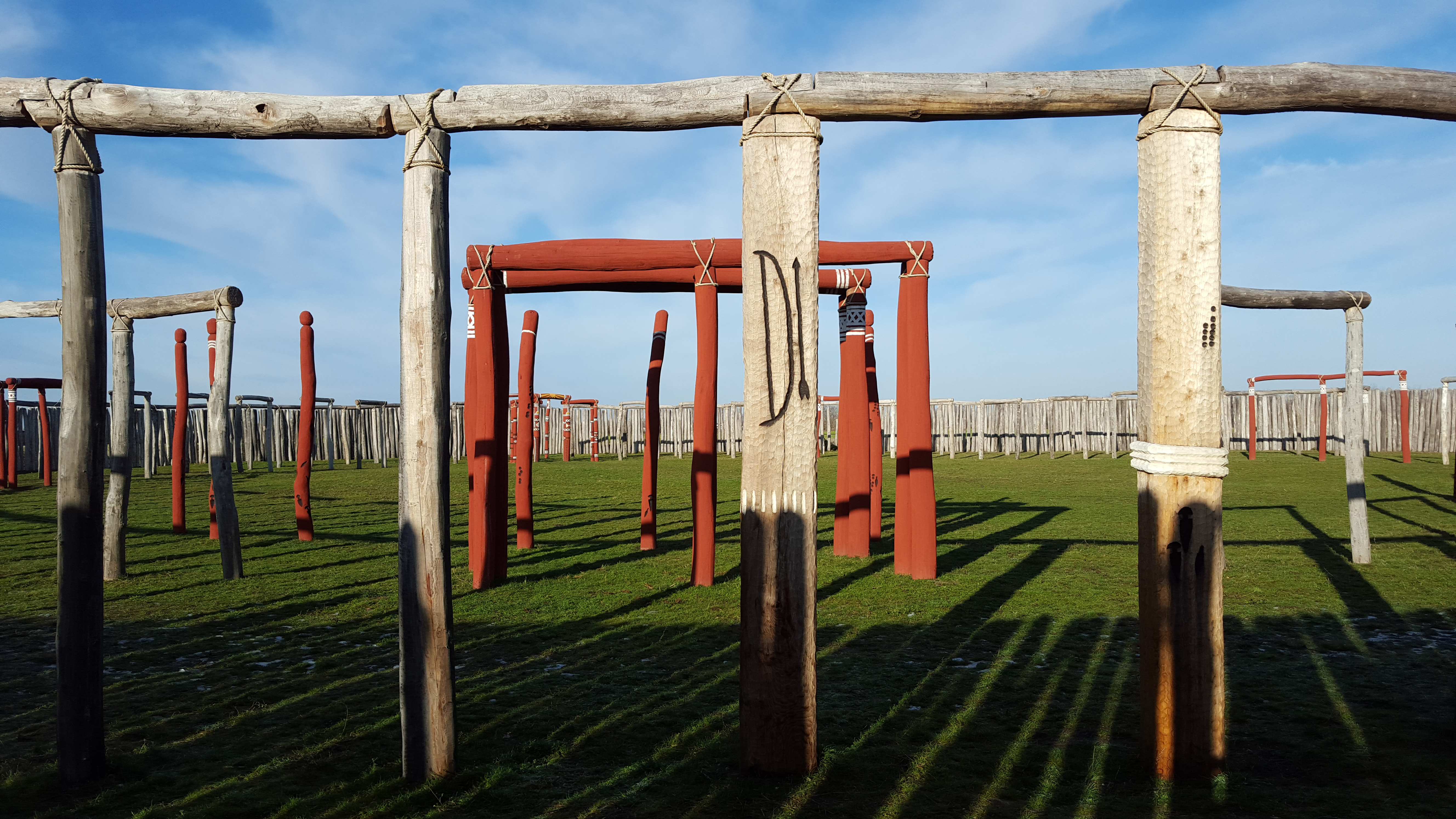